# Camilla Thijssen
Camilla Thijssen is een personage uit de Vlaamse soapserie Wittekerke dat werd gespeeld door Mieke Bouve en Annemarie Picard.

## Personage
Camilla is de dochter van Henri Thijssen, een mediamagnaat. Na de scheiding van haar ouders ging Camilla met haar moeder naar Zwitserland terwijl haar broer Alex bij haar vader bleef. Financieel hadden ze het niet breed en hierdoor begon ze haar broer, die het wel goed had, te haten. Camilla komt naar Wittekerke om voor de Duingalm te werken, een krant van haar vader. Alex is met zijn vriendin Tanja Tavernier met een boot de oceaan aan het oversteken. De boot van Alex zinkt en hij en Tanja zijn vermist. Camilla lijkt zich dit allemaal niet erg aan te trekken hoewel ze het tegendeel beweert. Tanja wordt al snel gevonden en Camilla bezoekt haar maar de dames kunnen elkaar meteen niet uitstaan. Na enkele dagen wordt de zoektocht naar Alex gestaakt. Ze willen een herdenking doen voor hem en Tanja en Katrien komen hier onuitgenodigd naartoe. Camilla stuurt hen wandelen en zegt dat de plechtigheid niet doorging omdat haar vader zich niet goed voelt. Katrien voelt dat er iets niet pluis is en gaat later alleen terug naar het huis en vraagt aan de huismeid die open doet hoe het met Alex gaat, waarop die antwoordt dat het goed gaat. Alex bleek de dag ervoor gevonden te zijn maar dat wilde Camilla niet aan Tanja vertellen. Ze stookt hen tegen elkaar op en dat lijkt aanvankelijk te lukken maar al snel hebben Alex en Tanja door dat Camilla leugens vertelde. Bij een receptie krijgt Henri een hartaanval. Op zijn sterfbed zegt Camilla dat zij nu krijgt wat haar toekomt. Door het feit dat Alex vermist was had Henri zijn testament aangepast en alles gaat naar Camilla. Haar nonkel Rik had een lening bij zijn broer voor zijn zender Kust-TV maar Camilla wil het geld meteen terug. Er staat niets op papier dus Rik kan geen kant op. Omdat hij geen geld heeft neemt ze genoegen met 49% van de aandelen. Ze wil zich moeien maar dat laat Rik niet toe. Zijn vrouw Adèle bezit ook aandelen. Camilla filmt haar met hulp van Bart als zij in een hotel haar man bedriegt. Ze chanteert haar om haar aandelen te verkopen. Als Adèle hoort dat ze 20 miljoen krijgt verkoopt ze maar wat graag. Camilla zet Rik voor een voldongen feit en verraadt Adèle door toch over haar escapades te vertellen aan Rik.

## Vertrek
Nadat Ivo dood is dankzij haar plan om Valerie zwart te maken. Alain weet hiervan en chanteert haar om veel geld binnen te krijgen. Alain wordt echter opgepakt en helpt de politie ook Camilla op te pakken. Camilla wordt beschuldigd van een nep ontvoering met de dood te gevolg